# Azay-le-Brûlé

Azay-le-Brûlé este o comună în departamentul Deux-Sèvres, Franța. În 2009 avea o populație de 1,780 de locuitori.